# Retatrutyd
Retatrutyd – organiczny związek chemiczny z grupy analogów peptydów, eksperymentalnie stosowany w leczeniu otyłości.
Jest potrójnym agonistą receptorów GLP-1, GIP oraz glukagonu
Został opracowany przez firmę Eli Lilly and Company.

## Badania kliniczne
Badania drugiej fazy wykazały, że retatrutyd powoduje 22 proc. spadek masy ciała względem wartości początkowej po 48 tygodniach stosowania.